# Isidoro de Antillón
Isidoro d'Antillón y Marzo (Santa Eulalia del Campo, Aragó, 1778 — 1814) fou un geògraf i polític aragonès.
Va estudiar a Saragossa i a València, i el 1799 es traslladà a Madrid per ensenyar geografia i història al seminari de nobles. Arran de la invasió francesa es veié obligat a fugir a Sevilla (1809) i, més tard, a Palma, on residí del 1810 al 1813 i exercí de magistrat de l'audiència. Paral·lelament fou nomenat vocal de les corts, per la Corona d'Aragó, amb el bisbe de Barcelona i el senyor de Lausaca, ministre de l'audiència de Barcelona. Cal destacar la seva influència, sembla que ben decisiva, en el desenvolupament de les idees liberals a Mallorca. Així, el 1811 feu un viatge pels pobles de l'illa i l'any següent participà en Aurora Patriótica Mallorquina. Durant la seva estada a l'illa publicà treballs com la Carta sobre la necesidad de asegurar con leyes eficaces la libertad del ciudadano contra los atropellamientos de la fuerza armada (1811), Colección de documentos inéditos pertenecientes a la historia de nuestra revolución (1811); Noticias históricas de don Gaspar Melchor de Jovellanos (1812), etc. Més tard abandonà Mallorca, fou elegit diputat a les corts de Cadis i assassinat en esdevenir-se la reacció absolutista del 1814. Deixà algunes obres de caràcter geogràfic: Lecciones de geografía astronómica, natural y política (1804-1806), Elementos de la geografía astronómica, natural y política de España y Portugal (1824), etc. Hi ha un carrer de la ciutat de Mallorca que du el seu nom.